# Miss México 2021
Miss México 2021 fue la 4.ª edición del certamen Miss México el cual se realizó en el Salón Lago Di Como by Castalia de la ciudad de Chihuahua, Chihuahua el jueves 1 de julio de 2021. Treinta y dos candidatas de toda la República Mexicana compitieron por el título nacional, el cual fue ganado por Karolina Vidales de Michoacán quien compitió en Miss Mundo 2021 en Puerto Rico logrando colocarse dentro del Top 6. Vidales fue coronada por la Miss México saliente Ashley Alvídrez, convirtiéndose en la primera michoacana en ir a Miss Mundo.
Inicialmente la final nacional se tenía contemplada realizarse el 31 de octubre de 2020, pero debido a las condiciones por el COVID-19 esto no fue posible y se aplazó a julio del año siguiente.
El día 8 de octubre se dio a conocer la designación oficial de Daniela Ramírez de Colima rumbo al Reinado Internacional del Café 2022 en Colombia. El día 21 de enero de 2022 se hizo oficial la designación de Fedra Pérez de Tlaxcala rumbo a Top Model of the World 2022 en Egipto. El día 10 de febrero de 2022 se dio a conocer la designación oficial de Regina González de Quintana Roo rumbo a Miss Supranacional 2022 en Polonia. El día 27 de febrero de 2022 se llevó a cabo de manera virtual la elección de la representante mexicana en Miss Elite 2022, donde la ganadora fue Evelyn Álvarez de Nuevo León quien compitió en Egipto logrando colocarse dentro del Top 10. El día 18 de mayo de 2022 se dio a conocer la designación oficial de Ayram Ortiz de Sonora rumbo a Miss Continentes Unidos 2022 en Ecuador logrando colocarse como 5.ª Finalista. El día 7 de noviembre de 2022 se dio a conocer la designación oficial de Ana Paulina Rivero de Yucatán rumbo al Reinado Internacional del Café 2023 en Colombia. El día 20 de enero de 2023 se hizo oficial la designación de Mariana Macías de Jalisco rumbo a Top Model of the World 2023 en Egipto donde logró la primera corona para el país.

## Resultados
| Posición               | Candidata |
| Miss México 2021       | - Michoacán - Karolina Vidales |
| Miss México Grand 2021 | - Jalisco - Mariana Macías |
| 1.ª Finalista          | - Quintana Roo - Regina González |
| 2.ª Finalista          | - Oaxaca - Sabrina Góngora |
| Top 6                  | - Coahuila - Georgina Vargas - Sonora - Ayram Ortiz |
| Top 10                 | - Colima - Daniela Ramírez - Nuevo León - Evelyn Álvarez - Tlaxcala - Fedra Pérez - Yucatán - Ana Paulina Rivero                                                                                   |
| Top 16                 | - Baja California - Daniela Flores - Baja California Sur - Diana Ramírez - Chiapas - Rocío Carrillo § - Ciudad de México - Jessica Farjat - Puebla - Valerie Bartsch Δ - Veracruz - Andrea Munguía |

- § Ganadora del Reto Multimedia, con pase directo al cuadro de 16 semifinalistas.
- Δ Ganadora de Belleza con Propósito, con pase directo al cuadro de 16 semifinalistas.

## Áreas de competencia

### Final
La competencia semifinal y elección de "Miss México Grand" se tenía contemplada fuera realizada como un evento separado de la noche final el día 1 de julio para posteriormente el día 3 de julio llevar a cabo la gran final de Miss México 2021 desde la ciudad de Chihuahua. Sin embargo se adelantaron ambos eventos durante lo que sería la semifinal debido al contagio de 15 participantes de COVID-19 confirmados, esto mediante una denuncia anónima a las autoridades sanitarias, aunque un comunicado oficial de la organización nacional mencionó que era debido al cansancio de las participantes por las actividades realizadas durante el período de concentración. Posterior se confirmó que la representante de Chihuahua no estaría presente durante el evento a consecuencia de su hospitalización a causa del virus.
La gala final fue transmitida en vivo a través de Facebook desde el Salón Lago Di Como by Castalia de la ciudad de Chihuahua, Chihuahua. La conducción del evento estuvo a cargo de a cargo de Lezly Díaz y Yoana Gutiérrez.
El grupo de 16 semifinalistas se dio a conocer durante la competencia final: 14 seleccionadas por un jurado preliminar, quienes eligieron a las concursantes que más destacaron en las tres áreas de competencia durante la etapa preliminar, además de 1 ganadora del reto multimedia y 1 ganadora del reto Belleza con Propósito.
- Las 16 semifinalistas desfilaron en una nueva ronda en traje de baño, donde salieron de la competencia 6 de ellas.
- Las 10 semifinalistas desfilaron en vestido de noche, posteriormente 4 de ellas fueron eliminadas.
- Las 6 finalistas se sometieron a una pregunta final y posteriormente dieron una última pasarela, donde el panel de jueces consideró la impresión general que dejó cada una de las finalistas para votar y definir posiciones finales.

### Elección de Miss México Elite 2022
En el mes de febrero de 2022 se lanzó una convocatoria especial para la elección de Miss México Elite 2022 donde pudieron participar únicamente reinas estatales, reinas municipales y cualquier candidata que haya competido estatalmente sin lograr una corona nacional de las generaciones 2016, 2017, 2018 y 2019. Mediante votaciones directo en la app de Miss Elite e Instagram del certamen nacional, se eligió al Top 16 y posterior al  Top 10, las cuales tuvieron una entrevista con un panel de jueces quienes eligieron al Top 6, posterior mediante vitaciones se eligió al Top 3 quienes fueron evaluados por un panel de jueces y finalmente elegir a la ganadora Evelyn Álvarez de Nuevo León quien representó al país en Miss Elite 2022 en Egipto logrando colocarse dentro del Top 10. 
| Posición               | Candidata |
| Miss México Elite 2022 | - Nuevo León - Evelyn Álvarez |
| Top 3                  | - Guerrero - Isabel Ruiz - Hidalgo - Jessica Huerta |
| Top 6                  | - Ciudad de México - Valeria Guajardo - Colima - Georgina Vargas - San Luis Potosí - Jessica Mendieta |
| Top 10                 | - Baja California Sur - Valeria Verdugo - Jalisco - Montserrat Soto - Oaxaca - Mitzi Ruschke - Veracruz - Andrea Munguía |
| Top 16                 | - Aguascalientes - Frida Swain - Durango - María Elena Matuk - Morelos - Fernanda Reynaga - Quintana Roo - Michelle Matus - Tamaulipas - Amanda Ocampo - Zacatecas - Paulina Arroyo |
| Candidatas             | - Campeche - Jennifer Álvarez - Chiapas - Amairani Cruz - Chihuahua - Ruby Guerra - Coahuila - Alinne Salas - Estado de México - Giovana Portelinha - Guanajuato - Georgina Villanueva - Nayarit - Adriana Ladgue - Puebla - Ashley Reyes - Querétaro - Valeria Ruiz - Tabasco - Emmanuelle Guzmán - Tlaxcala - Celeste González - Yucatán - Ana Paulina Rivero |

#### Jurado: Elección Top 6 Miss México Elite 2022
- Rosa María Ojeda  - Nuestra Belleza México 2006
- Amaraby - Diseñador mexicano de alta costura
- Cristina Cuellar - Directora de imagen de Miss México
- César Mushi - Brown Artist & Fashion Designer

#### Jurado: Elección Miss México Elite 2022
- Oscar Lupercio  - Fundador de Maniquí Modelos
- Suly Castillo - Miss Supranational Ecuador 2012
- Edgar Escobedo - Coordinador general de participantes de Miss México
- Karin Ontiveros - Nuestra Belleza México 2010

### Premios Especiales
| Premio                | Candidata |
| Belleza con Propósito | - Puebla - Valerie Bartch |
| Reto Deportivo        | - Nayarit - Blessing Chukwu |
| Reto Belleza de Playa | - Jalisco - Mariana Macías |
| Reto Talento          | - Yucatán - Ana Paulina Rivero |
| Reto Top Model        | - Oaxaca - Sabrina Góngora |
| Reto Cara a Cara      | - Durango - Carolina Thomas - Michoacán - Karolina Vidales                                                                                      |
| Reto Multimedia       | - Chiapas - Rocío Carrillo |
| Catwalk Challenge     | - Chiapas - Rocío Carrillo |
| Reto Inglés           | - Puebla - Valerie Bartch |
| Reto Cultura General  | - Puebla - Valerie Bartch |
| Reto Automaquillaje   | - Sonora - Ayram Ortiz |
| Mejor Traje Típico    | - Quintana Roo - Regina González |
| Danzas de México      | - Campeche - Jennifer Álvarez - Ciudad de México - Jessica Farjat - Colima - Daniela Ramírez - Sonora - Ayram Ortiz - Veracruz - Andrea Munguía |

## Candidatas
| Estado              | Candidata                            | Edad | Estatura | Residencia            |
| Aguascalientes      | Frida Swain Reyes                    | 26   | 1.76     | Aguascalientes        |
| Baja California     | Daniela Flores Pedroza               | 21   | 1.72     | Ensenada              |
| Baja California Sur | Diana Patricia Ramírez Lara          | 26   | 1.72     | La Paz                |
| Campeche            | Jennifer Álvarez Ruíz                | 26   | 1.68     | Campeche              |
| Chiapas             | Rocío Carrillo Flores                | 23   | 1.70     | Tapachula             |
| Ciudad de México    | Jéssica Lizet Rodríguez Farjat       | 25   | 1.75     | Ciudad de México      |
| Coahuila            | Ilse Georgina Acosta Vargas          | 26   | 1.84     | Saltillo              |
| Colima              | Adriana Daniela Ramírez Cruz         | 26   | 1.76     | Colima                |
| Durango             | Verónica Jeannett Cervantes Zolorio  | 21   | 1.70     | Buenavista            |
| Estado de México    | Perla del Consuelo Franco Ayala      | 23   | 1.67     | Villa Guerrero        |
| Guanajuato          | Georgina Mariana Villanueva Rodíguez | 22   | 1.74     | San Miguel de Allende |
| Guerrero            | Isabel Aurora Ruiz Gómez             | 20   | 1.72     | Acapulco              |
| Hidalgo             | Jaqueline Gómez Cisneros             | 21   | 1.83     | Tulancingo            |
| Jalisco             | Mariana Macías Ornelas               | 24   | 1.78     | Chapala               |
| Michoacán           | Karolina Vidales Valdovinos          | 24   | 1.75     | Jiquilpan             |
| Morelos             | María Fernanda Hutterer Fonseca      | 22   | 1.70     | Cuernavaca            |
| Nayarit             | Lenaura Blessing Ifeoma Chukwu       | 23   | 1.70     | San Blas              |
| Nuevo León          | Evelyn Montserrat Álvarez Armendáriz | 25   | 1.72     | Santa Catarina        |
| Oaxaca              | Sabrina Góngora                      | 24   | 1.72     | Puerto Escondido      |
| Puebla              | Valerie Bartsch Aburto               | 24   | 1.70     | Atlixco               |
| Querétaro           | Valeria Ruiz Hernández               | 22   | 1.74     | Monterrey             |
| Quintana Roo        | Regina González Salman               | 18   | 1.72     | Guadalajara           |
| San Luis Potosí     | Daniela Sánchez Acosta               | 22   | 1.75     | Rioverde              |
| Sinaloa             | Elizabeth Vidaña Ortiz               | 25   | 1.72     | Culiacán              |
| Sonora              | Ayram Guadalupe Ortiz Alonso         | 25   | 1.72     | Caborca               |
| Tabasco             | Paloma Paulina Zurita Ventura        | 28   | 1.78     | Puebla                |
| Tamaulipas          | Naila Navarro Vázquez                | 22   | 1.76     | San Fernando          |
| Tlaxcala            | Fedra Alondra Pérez Solís            | 21   | 1.70     | Ciudad Hidalgo        |
| Veracruz            | Andrea Munguía Olivares              | 25   | 1.68     | Minatitlán            |
| Yucatán             | Ana Paulina Rivero Hernández         | 22   | 1.75     | Mérida                |
| Zacatecas           | Nadia Karina Román                   | 23   | 1.77     | Jerez                 |

## Sobre los Estados en Miss México 2021

### Reemplazos
- Aguascalientes - Ximena Hita falleció el 1 de enero de 2021 en su natal Aguascalientes, se le rindió un homenaje durante la final nacional.[25] Fue reemplazada por Frida Swain.
- Ciudad de México - Arianny Tenorio renunció a su título estatal y participación en la competencia nacional por motivos personales. Fue reemplazada por Jessica Farjat.[26]
- Durango - Carolina Thomas renunció a su título estatal y participación en la competencia nacional por motivos de salud. Fue reemplazada por Jeannett Cervantes.
- Morelos - Alejandra Huerta fue destituida de su título estatal por incumplimiento de contrato. Su 1.ª Finalista Fernanda Hutterer fue nombrada como la nueva representante y titular estatal.
- Nayarit - Alejandra Ávila fue destituida del título estatal debido a la falta de compromiso e interés rumbo a la final nacional. Su 1.ª Finalista Blessing Chukwu fue nombrada como la nueva representante y titular estatal.
- San Luis Potosí - Alexa Muñiz renunció a su título estatal y participación en la competencia nacional por razones personales. Fue reemplazada por Daniela Sánchez.
- Tabasco - Gildy Reyes renunció a su título estatal y participación en la competencia nacional por motivos de salud. Fue reemplazada por Paloma Zurita.

### Estados que se retiran de la competencia
- Chihuahua - Isela Serrano se retiró de la competencia debido a hospitalización al haber adquirido COVID-19 durante la concentración.[27]

## Crossovers
| Miss Mundo - 2021: Michoacán - Karolina Vidales (Top 6) Miss Grand Internacional - 2022: Estado de México - Jessica Farjat (No Compitió) - 2021: Jalisco - Mariana Macías Miss Supranacional - 2022: Quintana Roo - Regina González Miss Internacional - 2018: Campeche - Jennifer Álvarez - Representando a Cuba Top Model of the World - 2023: Jalisco - Mariana Macías (Ganadora) - 2022: Tlaxcala - Fedra Pérez Miss Continentes Unidos - 2022: Sonora - Ayram Ortiz (5.ª Finalista) Miss Elite - 2022: Nuevo León - Evelyn Álvarez (Top 10) Miss Ultra Universe - 2022: Baja California Sur - Diana Ramírez (2.ª Finalista) Miss United Countries - 2016: Colima - Daniela Ramírez (No Compitió) Miss Multiverse - 2022: Coahuila - Georgina Vargas (No Compitió) - 2019: Coahuila - Georgina Vargas (No Compitió) Reinado Internacional del Café - 2023: Yucatán - Ana Paulina Rivero - 2022: Campeche - Jennifer Álvarez - Representando a Cuba - 2022: Colima - Daniela Ramírez Reina Internacional del Cacao - 2022: Hidalgo - Jacqueline Gómez (3.ª Finalista) Reinado Internacional del Joropo - 2021: Tabasco - Paloma Zurita (Princesa) Reina del Mundo - 2022: Oaxaca - Sabrina Góngora (No Compitió) Miss México - 2024: Durango - Jeannett Cervantes - Representando a Michoacán Miss Universe Mexico - 2025: Guerrero - Isabel Ruiz (Por Competir) - 2025: Tlaxcala - Fedra Pérez (Por Competir) - Representando a Michoacán - 2024: Ciudad de México - Jéssica Farjat (Top 16) - Representando a Estado de México - 2024: Jalisco - Mariana Macías (4.ª Finalista) - Representando a Michoacán - 2024: Yucatán - Ana Paulina Rivero (Top 16) Miss Intercontinental México - 2024: Estado de México - Perla Franco (Top 12) - Representando a Morelos Miss Earth México - 2015: Colima - Daniela Ramírez (Top 8) - 2013: Coahuila - Georgina Vargas - Representando a Nuevo León Embajadora México - 2022: Estado de México - Perla Franco (1.ª Finalista) Miss Model of the World México - 2019: Coahuila - Georgina Vargas - Representando a Nuevo León | CNB México - 2022: Baja California Sur - Diana Ramírez (Miss Ultra Universe México) - 2022: Ciudad de México - Jéssica Farjat (Miss Grand México) - 2022: Oaxaca - Sabrina Góngora (Reina del Mundo México) - 2021: Tabasco - Paloma Zurita (Reina del Joropo México) Miss Cuba International - 2018: Campeche - Jennifer Álvarez (Designada) Miss Aguascalientes - 2019: Aguascalientes- Frida Swain (2.ª Finalista) Miss Guerrero - 2018: Guerrero - Isabel Ruiz Miss Michoacán - 2023: Durango- Jeannett Cervantes (2.ª Finalista) - 2019: Tlaxcala - Fedra Pérez - 2018: Durango- Jeannett Cervantes Miss Morelos - 2019: Morelos - Fernanda Hutterer (1.ª Finalista) Miss Nuevo León - 2024: Querétaro - Valeria Ruiz (Top 6) - 2019: Querétaro - Valeria Ruiz (1.ª Finalista) - 2016: Coahuila - Georgina Vargas Miss Puebla - 2021: Tabasco - Paloma Zurita (2.ª Finalista) Miss Universe Estado de México - 2024: Ciudad de México - Jéssica Farjat (Designada) Miss Universe Guerrero - 2025: Guerrero - Isabel Ruiz (Designada) Miss Universe Michoacán - 2025: Tlaxcala - Fedra Pérez (Designada) - 2024: Jalisco - Mariana Macías (Designada) Miss Universe Yucatán - 2024: Yucatán - Ana Paulina Rivero (Designada) Mexicana Universal Estado de México - 2023: Estado de México - Perla Franco Mexicana Universal Nuevo León - 2017: Querétaro - Valeria Ruiz Mexicana Universal San Luis Potosí - 2017: San Luis Potosí - Daniela Sánchez Nuestra Belleza Baja California Sur - 2012: Baja California Sur - Diana Ramírez (2.ª Finalista) Nuestra Belleza Sinaloa - 2016: Sinaloa - Elizabeth Vidaña (2.ª Finalista) Miss Intercontinental Morelos - 2024: Estado de México - Perla Franco (Designada) Miss Earth Colima - 2015: Colima - Daniela Ramírez (Ganadora) Miss Earth Nuevo León - 2013: Coahuila - Georgina Vargas (Ganadora) Embajadora Estado de México - 2022: Estado de México - Perla Franco (Designada) Señorita Regia - 2023: Querétaro - Valeria Ruiz (Ganadora) Miss Teen Michoacán - 2016: Durango- Jeannett Cervantes Embajadora del Mariachi y la Charrería - 2015: Jalisco - Mariana Macias (2.ª Finalista) Reina del Carnaval Acapulco - 2023: Guerrero - Isabel Ruiz (1.ª Finalista) Reina de las Fiestas Patrias de Villa Guerrero - 2016: Estado de México - Perla Franco (Ganadora) |